# Cucal del Gabon
El cucal del Gabon (Centropus anselli) és una espècie d'ocell de la família dels cucúlids (Cuculidae) que habita boscos del sud de Camerun, República Centreafricana, el Gabon, República del Congo, República Democràtica del Congo i nord-oest d'Angola.